# TCN-213
TCN-213 je antagonist NMDA receptora.